# Christien Boomsma
Christien Boomsma (Leeuwarden, 4 januari 1969) is een schrijfster van jeugdboeken. Naast haar werk als schrijfster werkt ze als journaliste bij de Groningse Universiteitskrant.
Zowel in 2004 als in 2006 was ze de winnaar van de Paul Harland Prijs.
Haar debuut als romanauteur dateert van 2009 met "Zus voor één nacht" uitgegeven bij De Vier Windstreken. Daarna verschenen "De heks van de bibliotheek", "Een stem in glas" en "Watergeheimen". In mei 2012 was ze samen met Tais Teng, Martijn Lindeboom, Bianca Mastenbroek en Groninger stadsarcheoloog Gert Kortekaas een van de coauteurs van de verhalenbundel "Schatten uit de Schaduw". In juni 2012 verscheen haar vijfde eigen boek: "Spookbeeld".

## Biografie
Christien Boomsma werd geboren in Leeuwarden, maar woonde tot haar negende jaar in het Friese Berlikum. Daarna verhuisde ze naar Noordbergum. Op haar achttiende verhuisde ze naar Groningen om aan de Rijksuniversiteit Groningen(RUG) geschiedenis te gaan studeren. 
Al tijdens haar studie werkte ze voor het freelance persbureau PENN in Leeuwarden, deed ze freelance werk voor de Groningse universiteitskrant UK. Ook schreef ze voor het alumnimagazine van de RUG: Broerstraat 5 en incidenteel voor kranten als Trouw of het Dagblad van het Noorden.
Ze studeerde af op een onderzoek naar het Friese regentenpatriciaat in de negentiende eeuw. Van 1993 tot 1998 was ze werkzaam als assistent in opleiding (aio) bij het Fries instituut van de RUG. Sinds 1998 werkt ze als eindredacteur bij de UK. 
Ze woont samen met haar partner in het Groningse dorpje Visvliet en heeft twee dochters.